# Super Handball League
Pour les articles homonymes, voir BeNe League.
La Super Handball League est une compétition de handball créée en janvier 2008. Regroupant les meilleures équipes de Belgique et des Pays-Bas, et entre 2010 et 2014 du Luxembourg, la compétition a été successivement dénommée en BeNe Liga, BeNeLux Liga, BeNe League et depuis 2024 en Super Handball League.
L'équipe la plus titrée est la formation belge d'Achilles Bocholt avec sept sacres, qui devance les Néerlandais du HV KRAS/Volendam avec trois titres.

## Histoire
L'idée de constituer une championnat belgo-néerlandais n'est pas exclusif au handball. Dans plusieurs sports, la constitution d'une compétition supranational apparaissait en effet comme un excellent moyen d'améliorer la compétitivité tant en Belgique qu'aux Pays-Bas et ainsi de devenir plus légitime sur la scène européenne.
Dans le jeu à sept, les bases d'une compétition belgo-néerlandaise seront établis en 2007. Et, le 11 décembre 2007, la BeNe Liga (BElgique-NEderland Liga ou BE'lgië-NEderland Liga) voit officiellement le jour. Se composant d'abord comme un tournoi, la compétition regroupe alors 4 formations belges et 4 formations néerlandaises.
Elargit au Luxembourg à partir de 2010, la compétition prend alors le nom de BeNeLux Liga. La compétition regroupe alors douze équipes, les quatre meilleures équipes de ces trois pays.
Par la suite, cette compétition entend devenir un véritable championnat. Les clubs étaient en effet encore contraint de disputer leur championnat respectif en parallèle de la compétition. Désormais, ils ne joueront plus que les playoffs afin de désigner un champion national à partir de 2014. La BeNeLux League aurait alors du voir le jour. Cependant, à cause d'un mépris des dirigeants néerlandais par rapport aux clubs luxembourgeois, ceux-ci refusent de faire partie de ce nouveau projet.
À la suite de ce refus, la compétition est reconduite pour la saison 2014-2015 mais elle n'est plus composée que de quatre clubs belges et quatre clubs néerlandais. Un format qui changera de nouveau en 2016, pour passer de 8 à 12 équipes.
En 2024, la BeNe League change son nom et devient la Super Handball League.

## Qualification
Les deux pays sont représentés par six équipes, les qualifications se font en fonction du championnat national des deux pays. Le mode de qualification diffère un peu si l'équipe est belge ou néerlandaise. Dans les deux cas, les quatre équipes les mieux classés du pays concerné s'engagent dans la conquête du titre national et sont assurées de rejouer dans la compétition transnationale l'année suivante.
Pour ce qui est des deux dernières équipes les moins bien classés, il y a une différence. Aux Pays-Bas la dernière équipe est directement relégué en AfAB Eredivisie la saison suivante et est remplacé par l'équipe victorieuse de la phase classique de l'AfAB Eredivisie. Pour ce qui est de l'avant-dernière équipe néerlandaise de la BeNe League, elle doit affronter le deuxième de la phase classique du championnat au meilleur des trois matchs où l'équipe de BeNe League reçoit deux des trois rencontres.
Par contre, pour la Belgique, l'avant-dernière équipe du championnat est certaine de rester en BeNe League mais ne participe cependant pas au tour final pour le titre. La dernière équipe est quant à elle relégué et remplacé par le vainqueur de la phase classique qui se joue en finale aller-retour entre la première et seconde équipe du championant.

## Clubs participants
Pour la saison 2024-2025 (nl), les 12 clubs participants sont :
| Pays     | Club                | Ville             | Province                | Entraîneur          | Salle                                    |
| -------- | ------------------- | ----------------- | ----------------------- | ------------------- | ---------------------------------------- |
| Belgique | Achilles Bocholt    | Bocholt           | Limbourg                | Luc Boiten          | De Damburg                               |
| Belgique | KTSV Eupen 1889     | Eupen             | Liège                   | Jean-Luc Grandjean  | Sporthalle Stockbergerweg                |
| Belgique | Hubo Handbal        | Hasselt - Tongres | Limbourg                | Peter Portengen     | Sporthal Alverberg Eburons Dôme Tongeren |
| Belgique | HBC Izegem          | Iseghem           | Flandre-occidentale     | Frank Platteeuw     | De Krekel                                |
| Belgique | Sporting Pelt       | Pelt              | Limbourg                | Korneel Douven      | Sportcentrum Dommelhof                   |
| Belgique | HC Visé Basse Meuse | Visé              | Liège                   | Thomas Cauwenberghs | Hall omnisports de Visé                  |
| Pays-Bas | HV Aalsmeer         | Aalsmeer          | Hollande-Septentrionale | Wai Wong            | De Bloemhof                              |
| Pays-Bas | Bevo HC             | Panningen         | Limbourg                | Hans van Dijk       | SportArena De Heuf                       |
| Pays-Bas | HV Houten           | Houten            | Utrecht                 | Job Reumer          | The Dome                                 |
| Pays-Bas | HV Hurry-Up         | Zwartemeer        | Drenthe                 | Joop Fiege          | Techniekplein Emmen Arena                |
| Pays-Bas | Limburg Lions       | Sittard-Geleen    | Limbourg                | Fred Michielsen     | Stadssporthal Sittard                    |
| Pays-Bas | HV KRAS/Volendam    | Volendam          | Hollande-Septentrionale | Geert Hinskens      | Sporthal de Opperdam                     |

## Palmarès
| Saison         | Lieu de la finale                  | Vainqueur                          | Finaliste                          | Scores                             |
| BeNe Liga      | BeNe Liga                          | BeNe Liga                          | BeNe Liga                          | BeNe Liga                          |
| -------------- | ---------------------------------- | ---------------------------------- | ---------------------------------- | ---------------------------------- |
| 2007-2008      | Lommel                             | KV Sasja HC Hoboken                | Bevo HC                            | 31 – 24                            |
| 2008-2009      | Tongres                            | HV Aalsmeer                        | HV KRAS/Volendam                   | 33 – 30                            |
| 2009-2010      | Luxembourg                         | HV KRAS/Volendam                   | Achilles Bocholt                   | 33 – 30                            |
| BeNeLux Liga   |                                    |                                    |                                    |                                    |
| 2010-2011      | Anvers                             | HV KRAS/Volendam                   | HC Berchem                         | 32 – 29                            |
| 2011-2012      | Volendam                           | HV KRAS/Volendam                   | Initia HC Hasselt                  | 30 – 24                            |
| 2012-2013      | Houthalen-Helchteren               | Achilles Bocholt                   | HV KRAS/Volendam                   | 35 – 29                            |
| 2013-2014      | Differdange                        | Initia HC Hasselt                  | OCI Limburg Lions Geleen           | 31 – 18                            |
| BeNe League    |                                    |                                    |                                    |                                    |
| 2014-2015      | Hasselt                            | OCI Limburg Lions Geleen           | Bevo HC                            | 27 – 25                            |
| 2015-2016      | Sittard                            | Initia HC Hasselt                  | OCI Limburg Lions Geleen           | 35 – 34                            |
| 2016-2017      | Hasselt                            | Achilles Bocholt                   | OCI Limburg Lions Geleen           | 38 – 37                            |
| 2017-2018      | Bois-le-Duc                        | Achilles Bocholt                   | OCI Limburg Lions Geleen           | 34 – 31                            |
| 2018-2019      | Anvers                             | Achilles Bocholt                   | HC Visé BM                         | 30 – 27                            |
| 2019-2020      | annulée                            | Achilles Bocholt                   | Limburg Lions                      | annulée                            |
| 2020-2021      | Compétition annulée après 2 matchs | Compétition annulée après 2 matchs | Compétition annulée après 2 matchs | Compétition annulée après 2 matchs |
| 2021-2022 (nl) | Bois-le-Duc                        | Limburg Lions                      | Achilles Bocholt                   | 29 – 22                            |
| 2022-2023 (nl) | Bocholt                            | Achilles Bocholt                   | Limburg Lions                      | 29 – 22                            |
| 2023-2024 (nl) | Bocholt                            | HC Visé BM                         | Achilles Bocholt                   | 25 – 24                            |
| 2024-2025 (nl) | Bocholt                            | Achilles Bocholt                   | HC Visé BM                         | 33 – 27                            |

## Bilan

### Par club
| Club                  | Victoires | Années des victoires                     | Finales perdues |
| --------------------- | --------- | ---------------------------------------- | --------------- |
| Achilles Bocholt      | 7         | 2013, 2017, 2018, 2019, 2020, 2023, 2025 | 3               |
| HV KRAS/Volendam      | 3         | 2010, 2011, 2012                         | 2               |
| Initia HC Hasselt     | 2         | 2014, 2016                               | 1               |
| Limburg Lions         | 2         | 2015, 2022                               | 6               |
| HC Visé Basse Meuse   | 1         | 2024                                     | 2               |
| KV Sasja HC Hoboken   | 1         | 2008                                     | 0               |
| HV Aalsmeer           | 1         | 2009                                     | 0               |
| Bevo HC               | 0         | -                                        | 2               |
| Handball Club Berchem | 0         | -                                        | 1               |
| Total                 | 17        | 2008-2025                                | 17              |

### Par pays
| Pays       | Victoires | Finales |
| ---------- | --------- | ------- |
| Belgique   | 11        | 6       |
| Pays-Bas   | 6         | 10      |
| Luxembourg | 0         | 1       |
| Total      | 17        | 17      |

## Statistiques
- Plus grand nombre de victoires en finale : 7
  -  Achilles Bocholt
- Plus grand nombre de défaites en finale : 6 
  -  OCI Limburg Lions Geleen
- Plus grand nombre de victoires consécutives : 4
  -  Achilles Bocholt de 2017 à 2020
- Club ayant perdu 2 finales consécutives :
  -  OCI Limburg Lions Geleen
- Plus grand nombre de participations à une finale : 10
  -  Achilles Bocholt
- Plus grand nombre de participations consécutives à une finale : 5 
  -  HV KRAS/Volendam de 2009 à 2013
  - OCI Limburg Lions Geleen de 2014 à 2018
- Clubs ayant gagné une finale sans jamais en avoir perdu :
  -  KV Sasja HC Hoboken
  -  HV Aalsmeer
- Clubs ayant perdu en finale sans jamais en avoir gagné :
  - 2 finales perdues :
    -  Bevo HC

  - 1 finale perdue :
    -  HC Berchem
- Finale ayant opposé 2 clubs d'un même pays :  HV Aalsmeer -  HV KRAS/Volendam en 2009,  OCI Limburg Lions Geleen -  Bevo HC en 2015 et  Achilles Bocholt -  HC Visé BM en 2019 et en 2025
- Aucune ville n'a gagné, ni participé à une finale avec 2 clubs différents.